# Sommerviller
Sommerviller és un municipi francès situat al departament de Meurthe i Mosel·la i a la regió del Gran Est. L'any 2007 tenia 919 habitants.

## Demografia

### Població
El 2007 la població de fet de Sommerviller era de 919 persones. Hi havia 366 famílies, de les quals 80 eren unipersonals (28 homes vivint sols i 52 dones vivint soles), 125 parelles sense fills, 141 parelles amb fills i 20 famílies monoparentals amb fills.
La població ha evolucionat segons el següent gràfic:
Habitants censats

### Habitatges
El 2007 hi havia 397 habitatges, 369 eren l'habitatge principal de la família, 5 eren segones residències i 24 estaven desocupats. 371 eren cases i 25 eren apartaments. Dels 369 habitatges principals, 333 estaven ocupats pels seus propietaris, 32 estaven llogats i ocupats pels llogaters i 4 estaven cedits a títol gratuït; 2 tenien una cambra, 6 en tenien dues, 37 en tenien tres, 110 en tenien quatre i 214 en tenien cinc o més. 271 habitatges disposaven pel capbaix d'una plaça de pàrquing. A 156 habitatges hi havia un automòbil i a 176 n'hi havia dos o més.

### Piràmide de població
La piràmide de població per edats i sexe el 2009 era:
| Homes | Edats   | Dones |
| ----- | ------- | ----- |
| 0     | 95 o +  | 4     |
| 0     | 90 a 94 | 0     |
| 4     | 85 a 89 | 8     |
| 4     | 80 a 84 | 16    |
| 12    | 75 a 79 | 8     |
| 12    | 70 a 74 | 20    |
| 32    | 65 a 69 | 32    |
| 20    | 60 a 64 | 24    |
| 16    | 55 a 59 | 24    |
| 28    | 50 a 54 | 32    |
| 44    | 45 a 49 | 40    |
| 32    | 40 a 44 | 32    |
| 44    | 35 a 39 | 24    |
| 44    | 30 a 34 | 36    |
| 24    | 25 a 29 | 28    |
| 16    | 20 a 24 | 24    |
| 44    | 15 a 19 | 48    |
| 40    | 10 a 14 | 40    |
| 32    | 5 a 9   | 40    |
| 32    | 0 a 4   | 8     |

## Economia
El 2007 la població en edat de treballar era de 627 persones, 435 eren actives i 192 eren inactives. De les 435 persones actives 412 estaven ocupades (222 homes i 190 dones) i 23 estaven aturades (9 homes i 14 dones). De les 192 persones inactives 71 estaven jubilades, 68 estaven estudiant i 53 estaven classificades com a «altres inactius».

### Ingressos
El 2009 a Sommerviller hi havia 372 unitats fiscals que integraven 953 persones, la mediana anual d'ingressos fiscals per persona era de 19.563 €.

### Activitats econòmiques
Dels 19 establiments que hi havia el 2007, 2 eren d'empreses extractives, 1 d'una empresa de fabricació d'altres productes industrials, 6 d'empreses de construcció, 2 d'empreses de comerç i reparació d'automòbils, 1 d'una empresa financera, 1 d'una empresa immobiliària, 1 d'una empresa de serveis, 2 d'entitats de l'administració pública i 3 d'empreses classificades com a «altres activitats de serveis».
Dels 8 establiments de servei als particulars que hi havia el 2009, 2 eren paletes, 2 guixaires pintors, 2 lampisteries i 2 perruqueries.
L'únic establiment comercial que hi havia el 2009 era una floristeria.
L'any 2000 a Sommerviller hi havia 8 explotacions agrícoles que ocupaven un total de 480 hectàrees.

## Equipaments sanitaris i escolars
El 2009 hi havia una escola elemental.

## Poblacions més properes
El següent diagrama mostra les poblacions més properes.